# Robert Eberle
Pour les articles homonymes, voir Eberle.

Robert Eberle (né le 22 juillet 1815 à Meersburg sur le lac de Constance, mort le 19 septembre 1860 à Eberfing, près de Munich) est un peintre badois. 
Robert Eberle a été l'élève peintre paysagiste et animalier Johann Jakob Biedermann à Constance, et se rendit en 1830 à Munich. Il étudie Jacob van Ruisdael et Karel Dujardin et se fait rapidement un nom.
Robert Eberle est d'abord connu pour ses peintures d'animaux domestiques, en particulier de moutons, aux dessins très réalistes.
Son fils Adolf Eberle (1843-1914) est également peintre.

## Œuvres
- Berger près de ses moutons* Foudre
- Troupeau à l'approche de l'orage
- Troupeau de moutons agressé par un loup
- Aigle se précipitant sur des moutons des Alpes
- Bergère à la fontaine